# Karavan

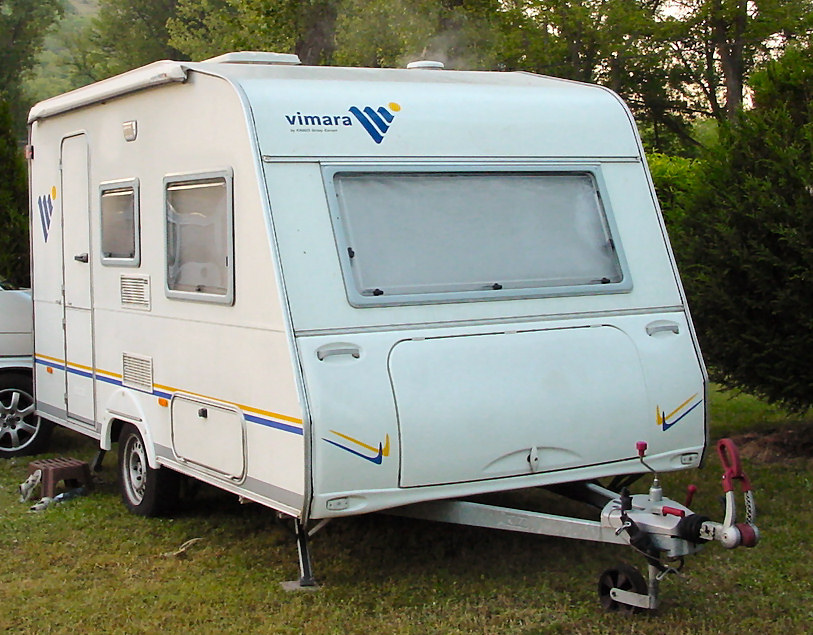
Karavan

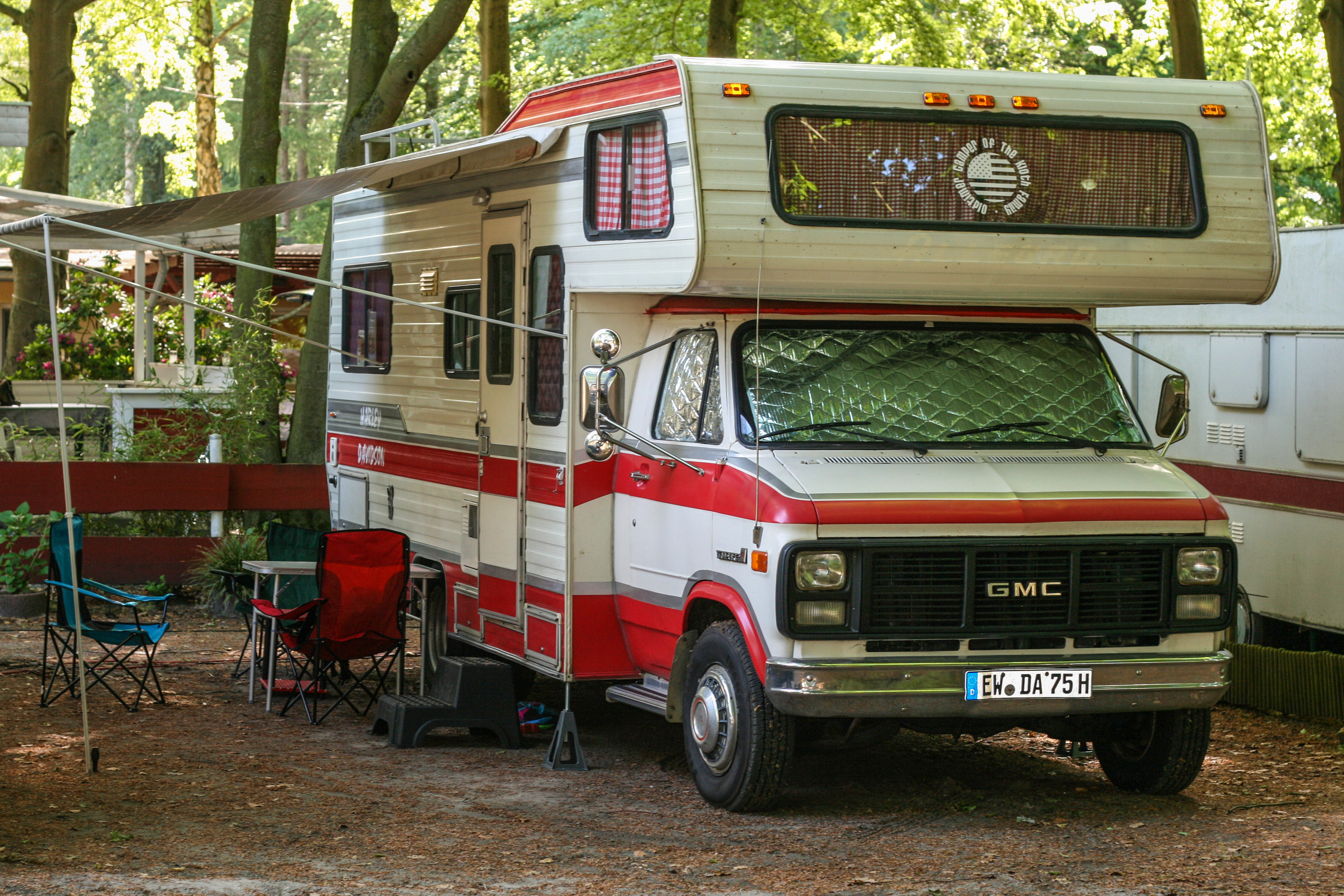
Campervan, mobile home

Karavan (obytný přívěs) je mobilní stavba sloužící k rekreačním účelům nebo jako mobilní zázemí. 
Obytné přívěsy definuje nařízení EU 858/2018 jako podkategorii SE – podkategorie vozidel zvláštního určení, spadajících do kategorie přípojných vozidel kategorie O, a konstrukčně je lze dělit ještě na jedno či vícenápravové.
Obytné automobily definuje stejně jako obytné přívěsy nařízení EU 858/2018 jako podkategorii SA – podkategorie vozidel zvláštního určení, spadajících do kategorie vozidel M a můžeme je také kromě zákonných kategorií vozidel, dělit také podle konstrukčního provedení na integrované, polointegrované, alkovny a obytné vestavby. Vyskytuje se mnoho modifikací všech typů:
- Alkovna – spaní v prostoru nad kabinou, toto uspořádání umožňuje větší obytný prostor ve zbytku vozu. Vhodné až pro 6 osob.
- Polointegrál – spaní v dolní části pro 2 osoby, pro více osob je nutné použít výsuvnou postel, která zásadně omezí obytný prostor. Vhodné pro 2–4 osoby.
- Integrál – spaní v dolní části pro 2 osoby, pro více osob je nutné použít výsuvnou postel, která ovšem zapadá do kabiny nad sklopené sedačky a tedy zbylý obytný prostor nijak neomezí. Vozy na dlouhé cestování pro 2–3 osoby.
- Obytná dodávka – sériově vyráběný dodávkový vůz, s nákladovým prostorem předělaným na obytný prostor, nebo obytnou vestavbou zamontovanou do nákladového prostoru. Vhodné pro 1–2 osoby.

## Historie
Obytné povozy byly známé již v polovině 19. století. První karavan na světě, určený čistě pro rekreační účely byl pod názvem The Wanderer vyrobený v roce 1885 podle návrhu bývalého skotského námořního důstojníka Dr. Williama Gordana Stablese. Devítimístný, 30 stop dlouhý karavan byl vyroben z mahagonového a javorového dřeva, natřený černou a zlatou barvou. Byl tažený dvěma koňmi a spřežení urazilo 1300 mil dlouhou trasu mezi Twyfordem, Buckinghamshire a Inverness.
14. června 1907 je na 72 Stamford Brook Road v Londýně, v domě advokáta, novináře a příznivce venkova J. Harrise Stoneho, pod názvem The Caravan Club of Great Britain and Ireland první karavan klub na světě. Velká Británie se tak stává průkopníkem a kolébkou karavaningu.
V roce 1919 měla prvenství ve výrobě technicky dokonalejších karavanových přívěsů britská firma Eccles. Ve stejném roce započala firma Grosvenor se sériovou výrobou obytných vozů, přestavěných sanitních vozů z již nepotřebné armádní výzbroje.
Rozvoj karavaningu byl celosvětový, v Austrálii se první známý obytný vůz datuje k roku 1929 a v Americe se ve 30 letech staly velmi populární tzv. Teardrop trailery. Lehké obytné přívěsy, jejichž plány byly zveřejněny a lidé si je mohli sestavit i doma svépomocí.
V roce 1931 rozjíždí v Německu nejprve výrobu karavanových přívěsů, později i obytných vozů Aris Dethleffs a v roce 1933 vznikla mezinárodní organizace campingu a caravaningu a tehdejší Československo se stalo jedním ze zakládajících členů.

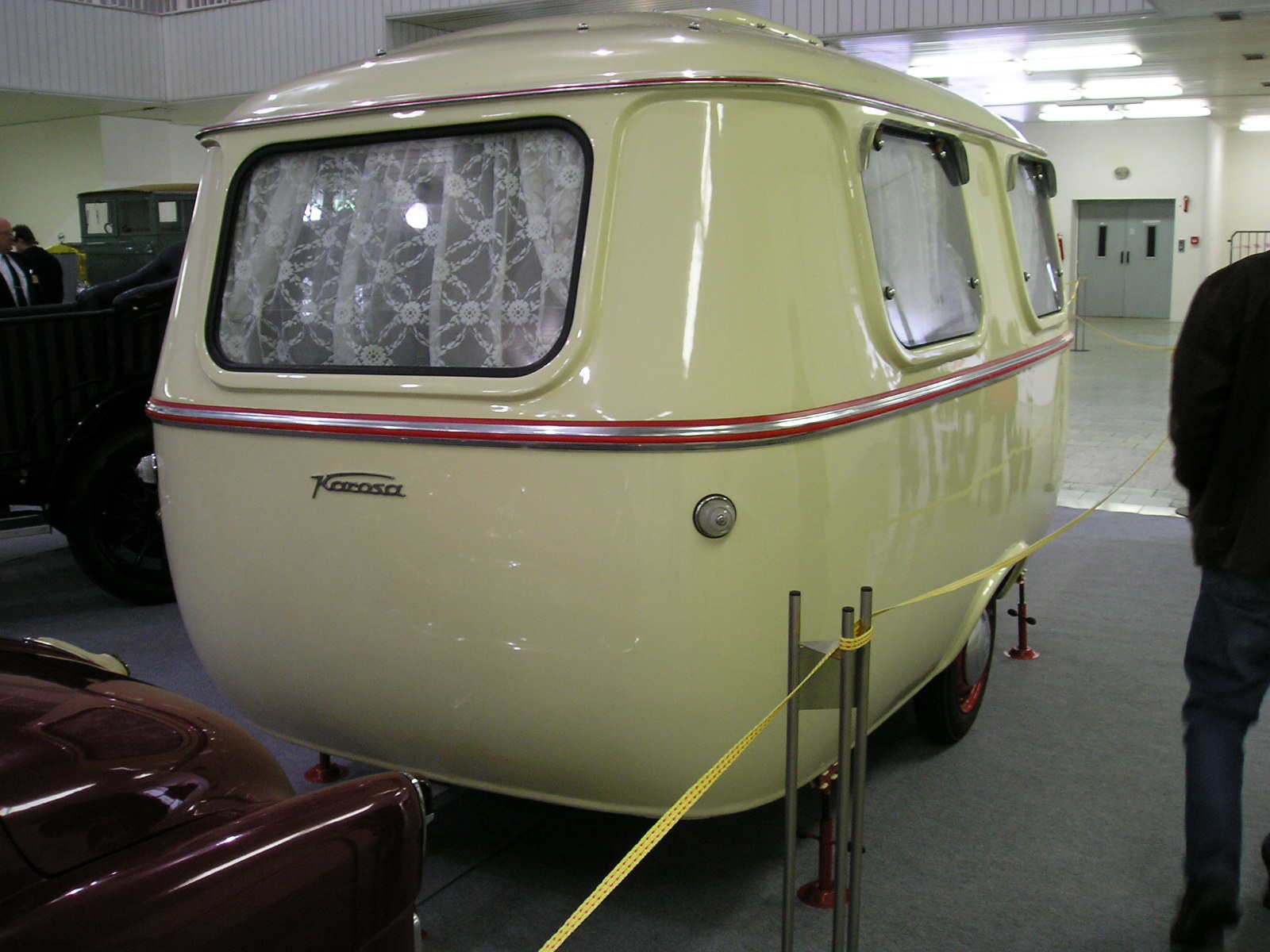
Obytný přívěs Karosa W4 Dingo

Meziválečnou a válečnou výrobu karavanových přívěsů v Československu reprezentovala zejména tehdejší firma Sodomka, která od roku 1937 vyráběla obytné přívěsy typu W1 a W2. Označení W znamenalo weekendový vůz a těchto obytných přívěsů bylo vyrobeno necelých 60 kusů. Poté firma Sodomka představila v roce 1942 typ W3. Tento obytný přívěs byl součástí válečné výroby a používal se jako laboratoř, štábní vůz nebo spojovací centrála. Německé armádě firma dodala 70 kusů.
V roce 1959 započala výroba prototypu obytného přívěsu Karosa W4 Dingo. Prototyp tohoto obytného přívěsu se poprvé představil v Kyjevě na výstavě Československo v roce 1960. O rok později, byl prezentován na strojírenském veletrhu v Brně. Vyrobena byla ale pouze malá série v roce 1961 v továrně Karosa Hořice. Centrální část střechy tohoto obytného přívěsu byla výklopná a průsvitná. Přívěs měl pět oken a jedno ve dveřích. Sklolaminátová budka byla na ocelovém podvozku, celková délka s ojí byla 3,7 metru a přívěs vážil i s vybavením 400 kilogramů. Nástupnická firma firmy Sodomka, Karosa Vysoké Mýto vyráběla i karavan Racek 300, jehož výroba v roce 1971 definitivně skončila.

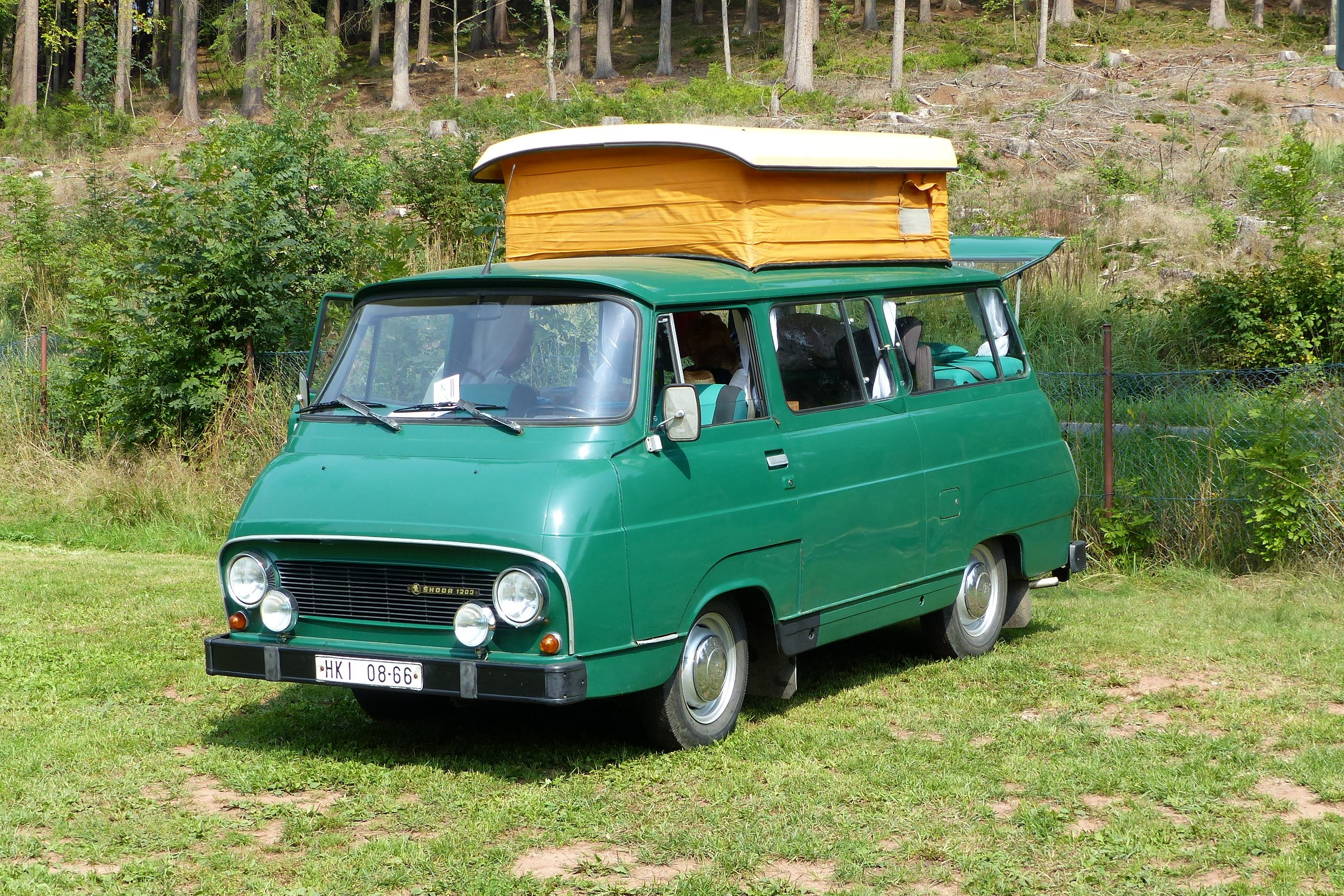
Škoda 1203 Camp

První sériově vyráběný obytný vůz v Československu byla upravená Škoda 1203 Camp vyráběná v TAZ Trnava, jejíž výroba začala ve druhé polovině 70. let 20. století a vyrobeno bylo jen zhruba 100 kusů.
V 80. a 90. letech 20. století se jako obytné vozy používaly po domácku přestavěné různé typy vozů Avia.
V dnešní době působí na evropském trhu velké množství výrobců jak karavanových přívěsů, tak obytných vozů, v nejrůznějších modifikacích a segment obytných vozů se rozšířil i o dodávkové vozy, které jsou buď vyráběné výrobci jako originální kusy, nebo se využívají nejrůznější modifikace dodávkových vestaveb.

## Vybavení
Většina karavanů je standardně vybavena kuchyní s dřezem, tekoucí studenou vodou, plynovým vařičem, lednicí s voličem přepínání podle zdroje napájení (12 V, 230 V, plyn) tzv. trojkombinace, chemickým WC a umyvadlem. Topení je většinou plynové, může být i elektrické, nebo i naftové, popř. benzínové. Obytné přívěsy mají standardní elektrickou výbavu jen na 230 V, resp. na externí zásuvku do rozvodné elektrické sítě, obytné vozy mají ve standardní výbavě i 12 V rozvody. Větší karavany jsou vybavené samostatnou koupelnou, nebo samostatným sprchovým koutem, a samostatnou ložnicí. U menších karavanů je stolek po rozložení sloužící jako podklad pod postel. Nadstandardní výbava může zahrnovat např. rozvody teplé vody včetně elektrického, nebo plynového bojleru, sprchu v koupelně, klimatizaci, solární panel, zimní paket, u obytných přívěsů elektrické rozvody 12 V včetně palubní trakční baterie, apod.

## Napájení
V karavanech bývají zpravidla rozvody elektrické a plynové. Elektrické rozvody mohou být konstruovány jen jako 230 V střídavých, a karavan lze napájet pouze pomocí speciální externí elektrické zásuvky. Toto řešení bývá časté u karavanových přívěsů, které se takto napájí prostřednictvím elektrických rozvodů v kempech, nebo mohou mít elektrické rozvody dvě samostatné rozvodné větve. Jedna jako 230 V střídavých a druhá jako 12 V stejnosměrných. Pro 12 V stejnosměrné elektrické rozvody slouží nástavbová trakční baterie. Pokud je karavan s tažným vozidlem propojen pomocí 13pólové zásuvky, může být napájen i 12 V z vozidla. Toto řešení bývá u karavanových přívěsů, které se používají i mimo kempovací místa s rozvodnými elektrickými sítěmi. U obytných vozů je 12 V rozvod zaveden standardně. V karavanech může být i tzv. měnič napětí, který 12 V stejnosměrných převede na 230 V střídavých. Elektrické rozvody v karavanech mohou být napájené i ze solárních panelů, pak mluvíme o tzv. ostrovních elektrických systémech.

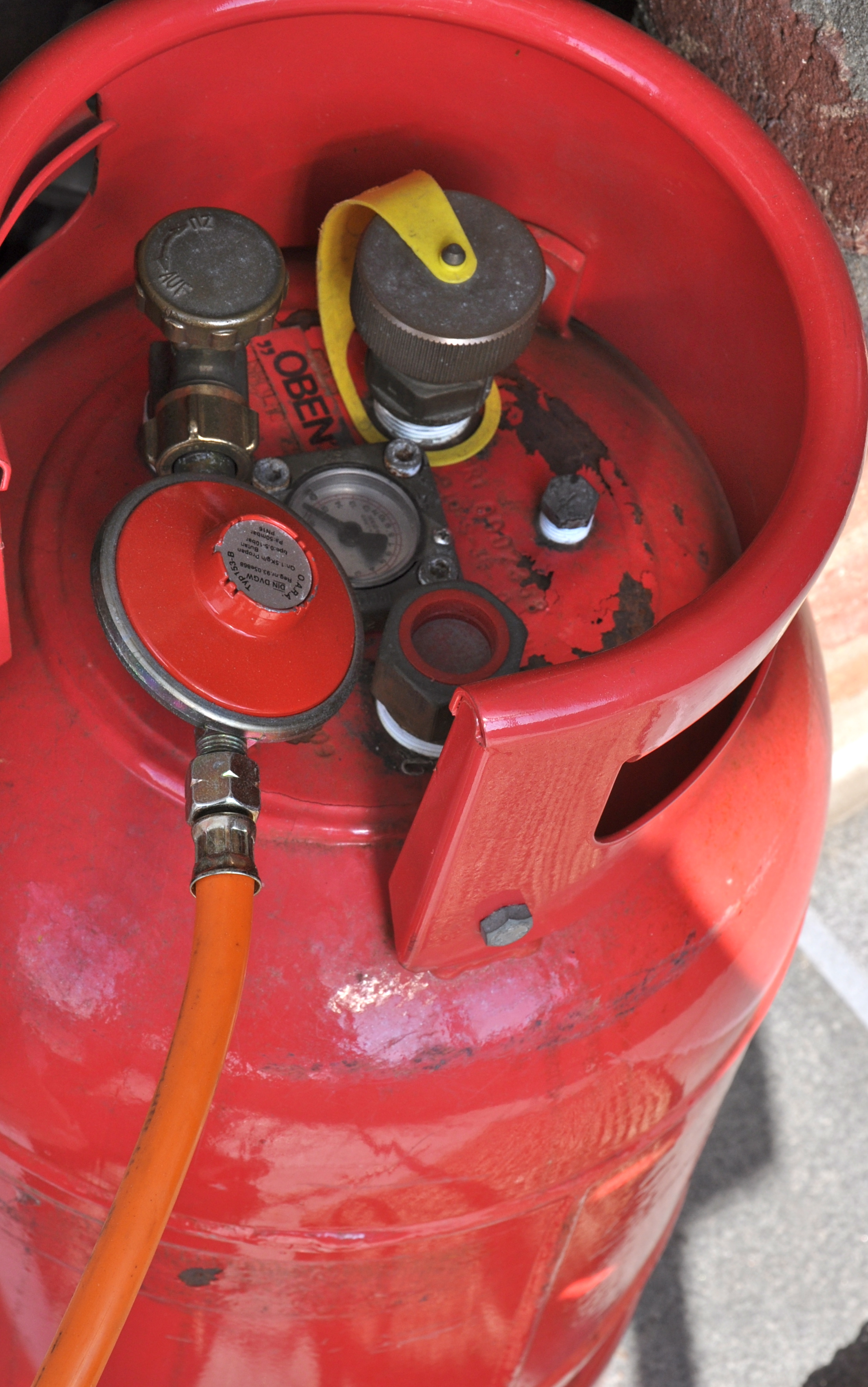
Vyměnitelné 10 kg plynové láhve.

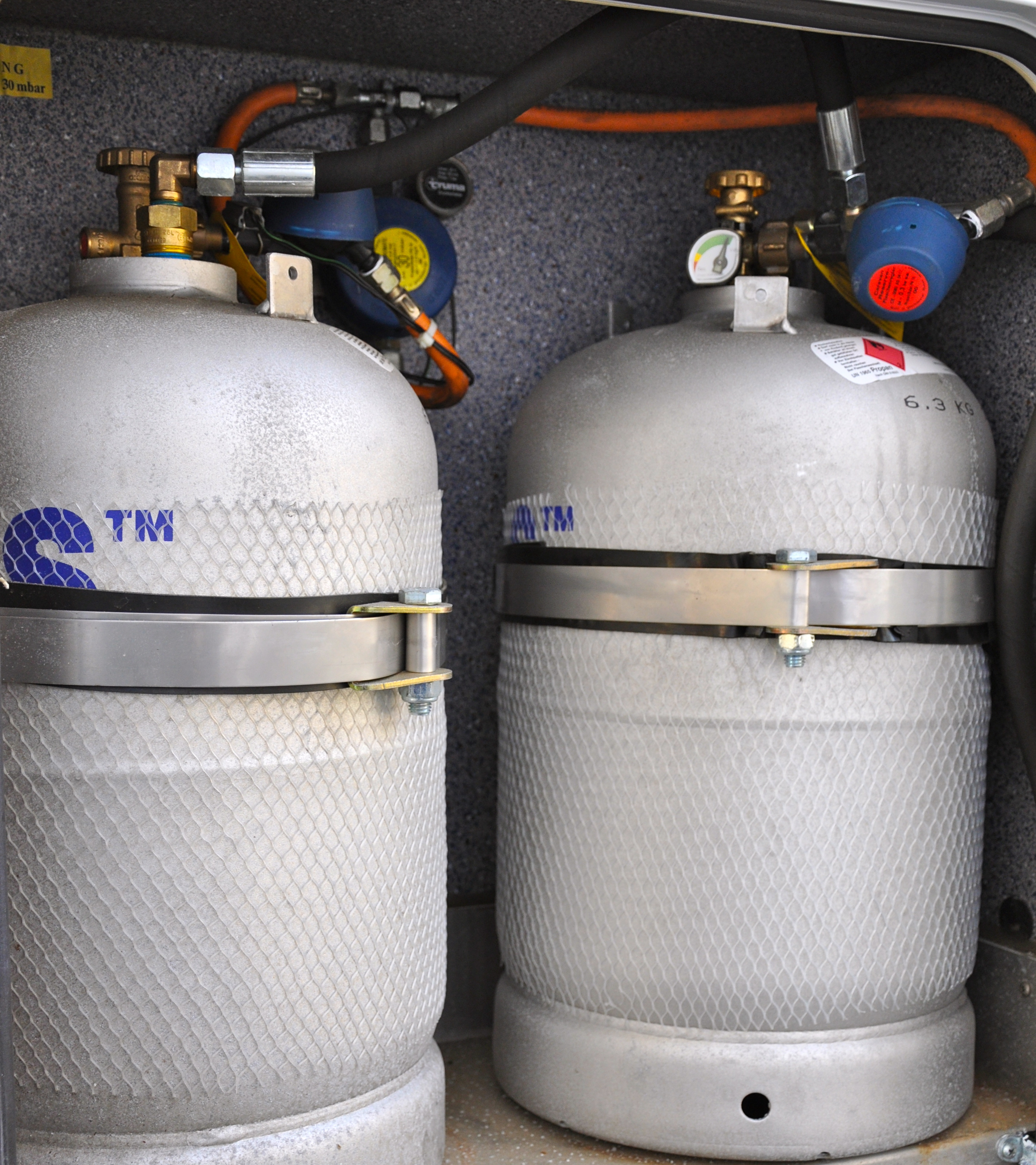
Pevně zabudované plynové lahve v karavanu se systémem externího plnění.

V plynových rozvodech karavanů se používá směs propan butanu (LPG), pro napájení vařičů, topení, napájení plynových lednic, nebo i pro napájení plynových bojlerů pro ohřev teplé vody. Plynové rozvody jsou napojené na vnitřní vyměnitelné plynové láhve, nebo na vnitřní pevně zabudované plynové láhve se systémem pro externí plnění, stejným jako pro plnění plynových nádrží, nebo mohou být napojené na pevnou vestavěnou plynovou nádrž.
Plynové rozvody v karavanech musí být vybavené regulátorem tlaku plynu, mohou mít externí vývod pro napájení venkovních plynových spotřebičů a pokud má karavan více, než jednu plynovou láhev, může být plynový rozvod doplněný o automatický přepínač odběru plynu mezi lahvemi.

## Použité materiály
Podvozky karavanů - obytných přívěsů tvoří ocelový rám s jednou, nebo dvěma nápravami a s nájezdovou brzdou, podvozky obytných automobilů mohou být buď standardní podvozky z malých nákladních vozidel, na které se po úpravě místo ložné plochy upevní obytná nástavba, nebo mohou být speciálně vyrobené, čistě pro využití na obytný vůz.
Základní nosné konstrukce karavanů - obytných přívěsů a obytných nástaveb u obytných aut jsou dřevěné, u vyšších tříd se dřevěné konstrukce nahrazují speciálními celoplášťovými syntetickými materiály, odolnými proti vlhkosti a krupobití. U obytných vestaveb se mohou využít variabilní systémy žeber a nosníků z odlehčených materiálů
Střechy karavanů jsou pro lepší odolnost zpravidla z odlehčeného tvarovaného plechu. U vyšších tříd mohou být použité odolné syntetické materiály.
Stěny karavanů jsou tvořeny více vrstvami materiálů (tvoří tzv. sendvič). Vnější strana je z hliníkového plechu, vnitřní strana bývá obložena slabou překližkou. Prostor mezi je standardně vyplněn polystyrenem.
Podlahy karavanů jsou vyrobené většinou z dřevovláknitých desek, silnější dřevěné překližky, nebo z umělých materiálů. Pro případnou dodatečnou izolaci podlah se používají speciální izolační materiály, např. zateplovací komponenty x-treme.. Finální pochozí vrstva může být u luxusnějších verzí např. z korku, marmolea, nebo z pavlonie.
Pro nábytek se používají lehké překližky, nebo kompozitní WPC (Wood-Plastic Composite) materiály, složené ze dřeva a polymeru, např. v poměru 60 % dřevní hmoty a 40 % HDPE (High Density PolyEthylen), nebo desky MDF (Medium Density Fireboard) s povrchovou úpravou.
Karavany mohou být i speciálně zateplené. K tomu se používají tepelně izolační minerální vlny, nebo izolační pěny pro zateplení stěn, podlah a stropů, a izolační pěněné fólie v kombinaci textilních a PET materiálů pro zateplení oken.